# Малінський Іван Агнерович
Малінський Іван Агнерович — український художник. Член спілок польських художників у Познані та Ополю, Міжнародної асоціації художників ЮНЕСКО з осідком у Парижі. 

## Життєпис
Народився 14 лютого 1965 року в с. Бурдяківцях Борщівського району Тернопільської області. Закінчив Бурдяківську восьмирічну школу. Малювати почав з дитинства. Після закінчення школи працював художником-оформлювачем у Борщівській художній майстерні. Учень Степана Маковського. За часів незалежності України розмалював шість храмів.
У 2000 році в Борщівському краєзнавчому музеї відбулася персональна виставка художника «Краю мій, Надзбруччя».
У 2005 р. вперше поїхав до Польщі на міжнародний художній пленер. Відтоді часто виставляв свої роботи у Кракові.
Від 2006 року І. Малінський живе й працює в Польщі (м. Кудова-Здруй). Брав участь у загальнопольських і міжнародних виставках, пленерах, міжнародному фестивалі митців «Зустріч ангелів у Торуню». Картину «Кардинал Кароль Войтила в Кудові-Здруй у 1974 р.» купив державний музей. Вона стала першою з колекції десяти робіт на історичну тематику. В офіційному листі, засвідченому директором музею народної культури Судецького Погір'я Броніславом Камінським, написано: «Із липня 2006 р. до жовтня 2007-го картини Малінського у нашому музеї оглянули близько 14000 осіб. Це великий успіх художника, а водночас — добре свідчення малярської школи, яку він дістав в Україні».
у 2007 році вступив до Вроцлавської Академії Мистецтв де провчився два роки і перевівся до Львівської Національної Академії Мистецтв.
У 2008 р. був учасником збірної виставки в Копенгагені. За рік представляє свої роботи на 6-7 збірних виставках. Робить багато копій на замовлення.
У 2010 році в художньо- меморіальному музеї Леопольда Левицького відбулася виставка «Архітектура польських міст. Графіка», на якій було представлено 50 робіт митця.
У 2011 році серія графічних робіт художника «Архітектура Скали-Подільської» експонувалася в м. Нью-Йорку (США).
У 2012 році закінчив Львівську Національну Академію Мистецтв. Телеканал «Полонія» зняв у 2019 році фільм «Вітчизна, мальована пензлем» про І.Малінського.
Його художні роботи перебувають у багатьох приватних колекціях в Україні, Польщі, Чехії, США, Німеччині, а також у музеях міст Борщів, Кудова-Здруй, Калінінград.

## Нагороди
- І. Малінський нагороджений срібною медаллю Товариства ім. Іполита Цегельського за активну діяльність у культурній співпраці між українцями та поляками, а також за участь у художніх пленерах.
- Двократний лавреат міжнародного конкурсу акварелістів «Світло і тінь» у Візенбургу (Німеччина). Лавреат третього етапу Міжнародного конкурсу імені професора Тадеуша Малінського «НаноАрт» у Парижі.